# Koli Rakoroi
Pas d'image ? Cliquez ici

b Matchs officiels uniquement.
Dernière mise à jour le 10 mai 2025.
Kolinio Rakoroi est né le 1er juillet 1956 aux Fidji. C’est un joueur de rugby à XV, qui a joué avec l'équipe des Fidji, évoluant au poste de deuxième ligne ou troisième ligne centre.

## Carrière

### En équipe nationale
Koli Rakoroi a eu sa première cape internationale le 18 juin 1983, à l'occasion d'un match contre l'équipe des Tonga.
Il est le capitaine de la sélection fidjienne lors de la coupe du monde 1987 (4 matchs comme titulaire).

## Palmarès
- 21 sélections avec l’équipe des Fidji.
- Sélections par année : 4 en 1983, 3 en 1984, 4 en 1985, 4 en 1986, 6 en 1987.
- 8 points
- 2 essai